# Становно
Становно (словен. Stanovno) — поселення в общині Ормож, Подравський регіон‎, Словенія.